# Angleton
La ville d’Angleton est le siège du comté de Brazoria, dans l’État du Texas, aux États-Unis. Sa population s’élevait à 18 862 habitants lors du recensement de 2010, estimée à 19 565 habitants en 2018.

## Démographie
| Groupe            | Angleton | Texas | États-Unis |
| ----------------- | -------- | ----- | ---------- |
| Blancs            | 71,7     | 70,4  | 72,4       |
| Afro-Américains   | 12,4     | 11,9  | 12,6       |
| Autres            | 11,3     | 10,6  | 6,4        |
| Métis             | 3,0      | 2,7   | 2,9        |
| Asiatiques        | 1,1      | 3,8   | 4,8        |
| Amérindiens       | 0,6      | 0,7   | 0,9        |
| Total             | 100      | 100   | 100        |
|                   |          |       |            |
| Latino-Américains | 30,5     | 37,6  | 16,7       |

Selon l'American Community Survey, pour la période 2011-2015, 78,23 % de la population âgée de plus de 5 ans déclare parler l'anglais à la maison, 20,86 % l'espagnol et 0,91 % une autre langue.

## Source
- (en) Cet article est partiellement ou en totalité issu de l’article de Wikipédia en anglais intitulé « Angleton, Texas » (voir la liste des auteurs).

1. ↑  (en) « Population and Housing Unit Estimates » (consulté le 30 juillet 2019)
2. ↑  (en) Bureau du recensement des États-Unis, « Census of Population and Housing » (consulté le 9 décembre 2018)
3. ↑  (en) « Population Estimates » (consulté le 9 décembre 2018)
4. ↑  (en) « Angleton, TX Population - Census 2010 and 2000 », sur censusviewer.com.
5. ↑  (en) « Population of Texas - Census 2010 and 2000 », sur censusviewer.com.
6. ↑  (en) « Language spoken at home by ability to speak English for the population 5 years and over », sur factfinder.census.gov.